# Majewo (gromada)
Majewo – dawna gromada, czyli najmniejsza jednostka podziału terytorialnego Polskiej Rzeczypospolitej Ludowej w latach 1954–1972.
Gromady, z gromadzkimi radami narodowymi (GRN) jako organami władzy najniższego stopnia na wsi, funkcjonowały od reformy reorganizującej administrację wiejską przeprowadzonej jesienią 1954 do momentu ich zniesienia z dniem 1 stycznia 1973, tym samym wypierając organizację gminną w latach 1954–1972.
Gromadę Majewo z siedzibą GRN w Majewie utworzono – jako jedną z 8759 gromad – w powiecie sokólskim w woj. białostockim, na mocy uchwały nr 22/V WRN w Białymstoku z dnia 4 października 1954. W skład jednostki weszły obszary dotychczasowych gromad Majewo, Jałówka, Nowinka i Chwaszczewo ze zniesionej gminy Sidra oraz gromady Holiki ze zniesionej gminy Janów w tymże powiecie. Dla gromady ustalono 10 członków gromadzkiej rady narodowej.
31 grudnia 1959 do gromady Majewo przyłączono wieś Trzcianka oraz kolonie Kładziewo i Dąbrówka ze znoszonej gromady Nowowola.
31 grudnia 1961 do gromady Majewo przyłączono wieś Romanówka oraz kolonie Romanówka i Podromanówka z gromady Nierośno w powiecie dąbrowskim w tymże województwie.
Od połowy lat 1960. siedziba gminy znajdywała się w Majewie Kościelnym.
Gromadę Majewo zniesiono 1 stycznia 1972, a jej obszar włączono do gromad Sidra (Chwaszczewo, Majewo, Holiki, Jałówka, Nowinka, Romanówka i Wólka) i Sokolany (Trzcianka).